# Belangstellingsonderzoek
Het belangstellingsonderzoek is een onderdeel van de psychodiagnostiek. In de psychologie gaat men ervan uit dat een activiteit waarvoor men belangstelling heeft, met meer voldoening en ook met meer succes zal worden uitgevoerd. Ook bij het kiezen van een studie of vervolgstudie speelt belangstelling een belangrijke rol. Daarom heeft men een belangstellings- of beroepsvoorkeur-onderzoek ingevoerd.

## Beperkingen
Het betrouwbaar meten van iemands belangstelling is geen eenvoudige zaak, voornamelijk omdat die belangstelling in de loop der tijd kan veranderen. Bovendien is het meten van belangstelling bijna altijd het aanbieden van alternatieven. Bij de keuze van de alternatieven is men uiteraard beperkt. Daardoor richt belangstellingsonderzoek zich meestal op een welomschreven doelgroep. De gebruikte normen moeten zorgvuldig worden gehanteerd. De normering kan daarom het beste ieder jaar worden geactualiseerd.

## Vorm
Belangstellingsvragenlijsten komen voornamelijk in twee vormen voor:
- paarsgewijze vergelijking of gedwongen keuzetechniek

De deelnemer moet twee activiteiten beoordelen en aanduiden welke hem het interessantst lijkt. Soms wordt en nog een 3e neutrale activiteit aan toegevoegd en moet de deelnemer eigenlijk drie activiteiten in volgorde van voorkeur rangschikken. De beschreven activiteiten behoren tot enkele categorieën van studierichtingen en beroepen, die de leider van het onderzoek vooraf heeft opgesteld. Het voordeel is hier dat het resultaat een rangorde van voorkeur geeft voor de aangeboden alternatieven. Het nadeel is dat de proefpersoon niet tot uiting kan brengen dat hij zich "voor alles" interesseert.
- schaalitems

De deelnemer moet iedere activiteit een score geven, meestal van 1 helemaal niet interessant tot 5 zeer interessant. Ook hier behoren de beschreven activiteiten tot een beperkte groep van schalen. Het risico is hier dat er geen voorkeur wordt uitgedrukt, omdat de deelnemer alles even weinig boeiend vindt.
Bijvoorbeeld voor laagopgeleiden en kleine kinderen kunnen de beschrijvingen van activiteiten worden vervangen door foto's.

## Enkele onderzoekers en testen
- BSV: Belangstelling voor Studiegebieden Verkennen.
- Kuder preference record.
- Occupational Interest Inventory (O.I.I.), aangepast voor het Nederlands taalgebied door J. Stinissen.
- Amsterdamse Beroepen Interesse Vragenlijst
- Beroepen Interesse Test (BIT) van Irle Wiegersma
- ZOBEST: Zelfonderzoek belangstelling.